# Charneca

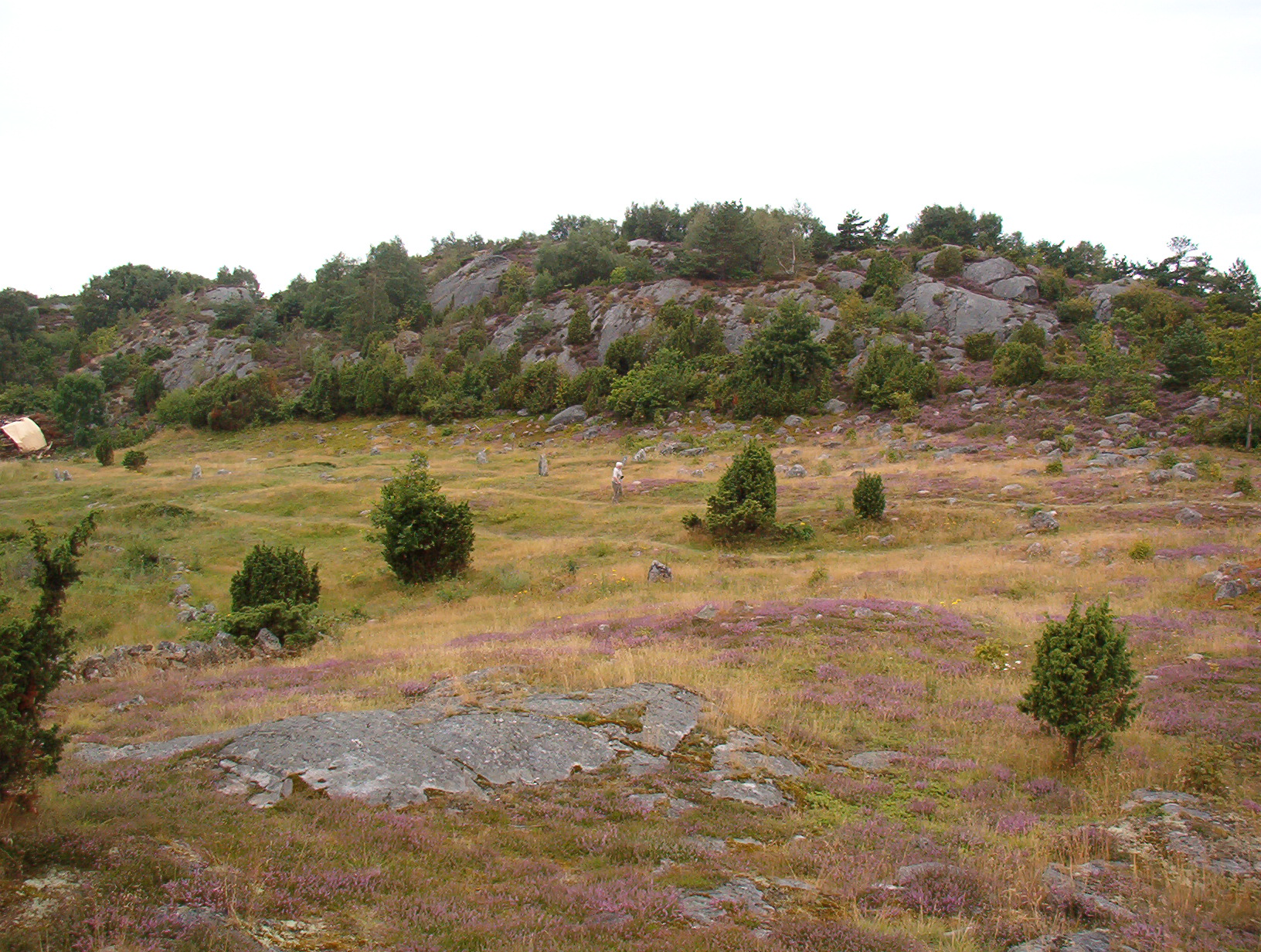
Charneca.

Charneca é o nome comum português de um habitat caracterizado por vegetação xerófila, tipicamente urze (Calluna vulgaris) de Portugal, análoga ao maquis do Mediterrâneo francês, ao heath das ilhas britânicas, o fynbos da África do Sul  e ao chaparral norte-americano.  Extensivamente, dá-se o nome de charneca a terrenos áridos e pedregosos cobertos de urze.No Brasil, curiosamente, o termo ganhou significado oposto, representando área de características pantanosas, como brejos e banhados, cobertos de vegetação baixa, ou capinzais com algum grau de alagamento.

## Características
A charneca ocorre frequentemente em regiões de climas quentes e secos, sobretudo no verão, e desenvolve-se em solos ácidos, de baixa fertilidade. Está por vezes envolvida na produção de areia.[carece de fontes?]